# Larike
Ne doit pas être confondu avec Larike (langue).
Larike est un village d'Indonésie sur l'île d'Ambon. Il est sur la côte occidentale de cette île.
Administrativement, il fait partie du kabupaten des Moluques centrales dans la province des Moluques.

## Histoire

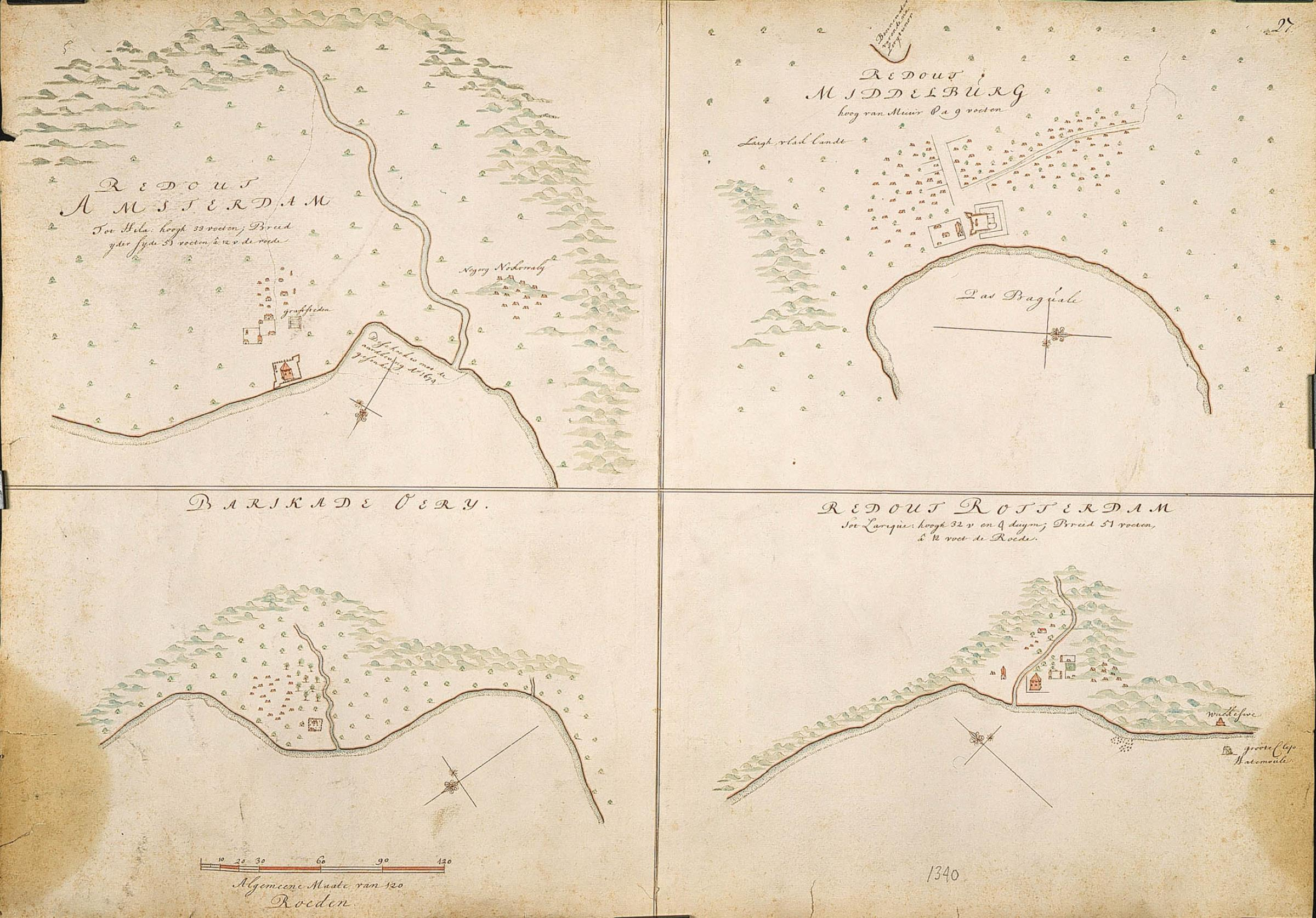
Cartes des forts de Hila, Larike, Ourien et Pas Baguala